# Sheffield (Massachusetts)
Sheffield es un pueblo ubicado en el condado de Berkshire en el estado estadounidense de Massachusetts. En el Censo de 2010 tenía una población de 3.257 habitantes y una densidad poblacional de 25,89 personas por km².

## Geografía
Sheffield se encuentra ubicado en las coordenadas 42°6′13″N 73°21′36″O / 42.10361, -73.36000. Según la Oficina del Censo de los Estados Unidos, Sheffield tiene una superficie total de 125.79 km², de la cual 122.86 km² corresponden a tierra firme y (2.33%) 2.94 km² es agua.

## Demografía
Según el censo de 2010, había 3.257 personas residiendo en Sheffield. La densidad de población era de 25,89 hab./km². De los 3.257 habitantes, Sheffield estaba compuesto por el 95.82% blancos, el 1.11% eran afroamericanos, el 0.21% eran amerindios, el 0.34% eran asiáticos, el 0% eran isleños del Pacífico, el 1.26% eran de otras razas y el 1.26% pertenecían a dos o más razas. Del total de la población el 3.22% eran hispanos o latinos de cualquier raza.